# (300062) 2006 UR189
(300062) 2006 UR189 es un asteroide perteneciente al cinturón de asteroides, descubierto el 19 de octubre de 2006 por el equipo del Catalina Sky Survey desde el Catalina Sky Survey, Arizona, Estados Unidos.

## Designación y nombre
Designado provisionalmente como 2006 UR189.

## Características orbitales
2006 UR189 está situado a una distancia media del Sol de 3,083 ua, pudiendo alejarse hasta 3,470 ua y acercarse hasta 2,696 ua. Su excentricidad es 0,125 y la inclinación orbital 10,32 grados. Emplea 1977,48 días en completar una órbita alrededor del Sol.

## Características físicas
La magnitud absoluta de 2006 UR189 es 15,3.